# Hui Hai Yi Hao
Die Hui Hai Yi Hao ist ein Windkraftanlagen-Errichterschiff, das 2011 von Cosco Nantong Shipyard in China gebaut wurde.

## Geschichte
Das Schiff wurde unter der Baunummer N271 von der Cosco Nantong Shipyard in China gebaut. Die Kiellegung fand am 12. Mai 2010, der Stapellauf am 29. März 2011 statt. Das Schiff wurde Ende Oktober 2011 an den Eigentümer Adventure Shipping abgeliefert. Das Schiff kam für MPI Offshore als MPI Discovery unter der Flagge der Niederlande in Fahrt. Das Schiff ist eine Weiterentwicklung der MPI Resolution. Im Jahr 2018 wurde das Schiff an die Jan de Nul Group verkauft. Neuer Name des unter der Flagge Luxemburgs betriebenen Schiffs wurde Taillevent. Am 3. August 2021 gab die Jan de Nul Group bekannt, das Schiff an einen bisher unbekannten Betreiber verkauft zu haben. Der neue Name des nun unter der Flagge Chinas betriebenen Schiffs lautet Hui Hai Yi Hao.

## Technische Daten
Der Antrieb des Schiffes erfolgt dieselelektrisch durch drei von Elektromotoren mit je 3250 kW Leistung angetriebene Azimut-Propellern des Herstellers Rolls-Royce (Typ:US 355 FP). Es erreicht eine Geschwindigkeit von 12,50 Knoten. Zum Manövrieren und für die dynamische Positionierung wurden zusätzlich drei elektrisch angetriebene Bugstrahlruder mit je 1500 kW Leistung installiert. Für die Stromversorgung stehen sechs Dieselmotoren des Herstellers Rolls-Royce-Bergen (Typ: C25:33L-8) mit je 2560 kW Leistung für den Antrieb der Generatoren zur Verfügung. An Bord können 6000 Tonnen geladen werden. Das Arbeitsdeck hat eine Fläche von 3600 Quadratmetern und kann mit bis zu 10 t/m² belastet werden. Der Errichterkran vom Typ Gusto MSC GCC-100-HD hat eine Kapazität von 1.000 Tonnen bei 25 Meter Auslage, außerdem stehen zwei Hilfskrane mit einer Kapazität von 160 Tonnen und 50 Tonnen zur Verfügung. Zum Anheben dienen auf die sechs 73,00 Meter lange Hubbeine wirkende Hydrauliksysteme. Damit kann das Schiff in bis zu 40 Meter tiefem Wasser arbeiten. An Bord sind Kabinen für insgesamt 112 Besatzungsmitglieder und Arbeiter vorhanden. Das Schiff ist zugelassen für die Unterbringung von 200 Personen. Das Schiff kann 45 Tage auf See bleiben.